# Haplosomoides
Haplosomoides là một chi bọ cánh cứng trong họ Chrysomelidae.
Chi này được miêu tả khoa học năm 1890 bởi Duvivier.

## Các loài
Các loài trong chi này gồm:
- Haplosomoides abdominalis Kimoto, 1984
- Haplosomoides antennalis Medvedev, 2000
- Haplosomoides antennata Takizawa, 1985
- Haplosomoides appendiculata Laboissiere, 1930
- Haplosomoides arunachalensis (Basu, 1985)
- Haplosomoides assama Medvedev, 2002
- Haplosomoides biclavatus Jiang, 1988
- Haplosomoides binotata Bryant, 1957
- Haplosomoides brushei Jiang, 1988
- Haplosomoides carinata Bryant, 1954
- Haplosomoides chimmatra (Maulik, 1936)
- Haplosomoides costata (Baly, 1878)
- Haplosomoides costipennis Bryant, 1954
- Haplosomoides curvipes Medvedev, 2000
- Haplosomoides egena Weise, 1922
- Haplosomoides flava Labossiere, 1930
- Haplosomoides hainana Jiang, 1988
- Haplosomoides himalayana Medvedev, 2002
- Haplosomoides indica Takizawa, 1985
- Haplosomoides krisha (Maulik, 1936)
- Haplosomoides krishila (Maulik, 1936)
- Haplosomoides laticornis (Laboissiere, 1930)
- Haplosomoides malaisei Bryant, 1954
- Haplosomoides mauliki (Lopatin, 1962)
- Haplosomoides miyamotoi Kimoto, 1965
- Haplosomoides nainitalensis (Gangola, 1969)
- Haplosomoides nigricollis Jiang, 1988
- Haplosomoides nigricollis Medvedev, 2000
- Haplosomoides nirada (Maulik, 1936)
- Haplosomoides occipitalis Medvedev, 2000
- Haplosomoides plicata (Allard, 1887)
- Haplosomoides pusilla (Laboissiere, 1930)
- Haplosomoides sarata (Maulik, 1936)
- Haplosomoides sarawakianus Mohamedsaid, 1994
- Haplosomoides serena (Boheman, 1859)
- Haplosomoides ustulata (Laboissiere, 1938)
- Haplosomoides verticolis Jiang, 1988